# 553e Volksgrenadierdivisie
De 553e Grenadierdivisie / 553e Volksgrenadierdivisie (Duits: 553. Grenadier-Division / 553. Volksgrenadier-Division) was een Duitse infanteriedivisie tijdens de Tweede Wereldoorlog. 

## Geschiedenis
De divisie werd opgericht als zogenaamde Sperrdivisie op 11 juli 1944 op Oefenterrein Münsingen in Wehrkreis V als onderdeel van de 29. Welle. Op 20 juli 1944 werd de divisie omgedoopt tot 553e Grenadierdivisie.

## 553e Grenadierdivisie
In september 1944 werd de divisie verplaatst naar Lotharingen in het gebied zuidelijk van Metz en bij Nancy. Tussen 15 en 23 september konden alle Amerikaanse aanvallen op de divisie worden afgeslagen. Wel bestond het gevaar op een flankomsingeling, waardoor Nancy opgegeven moest worden en tegen deze tijd had de divisie ook al stevige verliezen geleden. De divisie verdedigde bij Landremont en Faulx en begin oktober bij Nomeny-Chenicourt. In september 1944 verloor de divisie 3.496 man. Op 8 oktober 1944 werd de divisie zwaar aangevallen door de 80e US-Infanteriedivisie en raakte verder zwaar aangeslagen. Op 9 oktober 1944 werd de divisie omgedoopt tot 553e Volksgrenadierdivisie.

## 553e Volksgrenadierdivisie
De divisie had nog slechts 160 man infanterie over, zes bataljonsstaven mistten. De divisie werd daarop aan de frontlijn vervangen op 10 oktober 1944 en aangevuld met een Marsch-Bataillon en het Grenadierregiment 1121 werd ontbonden. De divisie werd ten zuiden van de spoorlijn Lunéville - Saarburg ingezet. Ze kon de geallieerde druk niet het hoofd bieden en trok zich begin november terug in het gebied ten oosten van Lunéville. Op 3 november 1944 werden verschillende splintergroepen, Gneisenau-eenheden enz. aan de divisie toegevoegd om te sterkte weer iets te verhogen.
Op 12 november 1944 zetten de Amerikanen hun aanval voort en braken door in de posities van de divisie aan weerszijden van Leintrey, waarbij opnieuw aanzienlijke verliezen werden geleden. Maar op bevel van Heeresgruppe G moest de ernstig verzwakte divisie zelfs haar sector nog uitbreiden. Verdere aanvallen van de 79e US-Infanterieidivisie en de 2e Franse Pantserdivisie leidden op 20 november tot een omsingeling van de divisie. De overblijfselen van de divisie wisten via Niderviller uit de omsingelingsring te breken. De divisie werd nu volgens AOK 19 als volledig vernietigd beschouwd. Slechts 1.300 man waren uit de omsingelingsring ontsnapt. Ook de divisiecommandant was gevangengenomen. 

### Heroprichting 1944
De resten van de 553e Volksgrenadierdivisie werden naar Bitche overgebrachte en de divisie werd daar meteen alweer heropgericht. Twee bataljons van de Unteroffiziersschule Ettlingen, twee Infanterie-Ersatz-bataljons en enkele Volkssturm-eenheden werden ingevoegd. Door gebrek aan krachten werd de divisie ook weer onmiddellijk geïntegreerd in het verdedigingsfront aan de Bovenrijn ten noorden van Karlsruhe. Als onderdeel van Operatie Nordwind stak de divisie op 5 januari 1945 de Rijn over en vestigde een bruggenhoofd bij Gambsheim, maar medio januari ging de divisie alweer terug over de Rijn en op 26 januari werden de resten van de divisie overgebracht naar Pforzheim.

### Heroprichting 1945
De 553e Volksgrenadierdivisie werd op 31 januari 1945 alweer heropgericht in Pforzheim als onderdeel van de 33. Welle. Zogenaamde Walküre-eenheden werden aan de divisie toegevoegd en jongens uit de jaargangen 1927 en 1928. Alvorens de oprichting volledig was, was de divisie alweer nodig aan het front en op 24 maart 1945 ging de divisie naar Weinheim-Heppenheim. De divisie beschikte op dat moment over 4.065 man. Mteen werd de divisie door de opmars van de Amerikaanse troepen op de terugtocht gedwongen. Via Würzburg ging het naar Crailsheim. Tijdens de slag om deze stad (tot 6 april) leed de divisie opnieuw zware verliezen. Op 22 april was de divisie bij Günzburg. Op 23 april had de divisie nog een sterkte van 1.500 man, op 26 april was ze nog 600 man sterk.
De resten van de 553e Volksgrenadierdivisie gingen op 28 april 1945 bij Augsburg in Amerikaanse krijgsgevangenschap.

## Bovenliggende bevelslagen
| Legerkorps       | Leger     | Legergroep             | Plaats/regio | Begin            | Eind             |
| ---------------- | --------- | ---------------------- | ------------ | ---------------- | ---------------- |
| XIII SS Korps    | 1. Armee  | Heeresgruppe G         | Metz         | 1 september 1944 | 16 oktober 1944  |
| 58e Pantserkorps | 1. Armee  | Heeresgruppe G         | Vogesen      | 17 oktober 1944  | 3 november 1944  |
| 89e Legerkorps   | 1. Armee  | Heeresgruppe G         | Vogesen      | 4 november 1944  | 21 november 1944 |
| XIII SS Korps    | 1. Armee  | Heeresgruppe G         | Vogesen      | 22 november 1944 | 5 december 1944  |
|                  | 19. Armee | Heeresgruppe Oberrhein | Bovenrijn    | 6 december 1944  | 31 januari 1945  |
| 64e Legerkorps   | 19. Armee | Heeresgruppe G         | Pforzheim    | 1 februari 1945  | 22 februari 1945 |
| XIII SS Korps    | 1. Armee  | Heeresgruppe G         | Würtemberg   | april 1945       |                  |

## Commandanten
| Rang                                      | Naam           | Begin             | Eind              |
| ----------------------------------------- | -------------- | ----------------- | ----------------- |
| Oberst                                    | Erich Löhr     | 15 juli 1944      | 23 september 1944 |
| Oberst vanaf 1 november 1944 Generalmajor | Hans Bruhn     | 30 september 1944 | 22 november 1944  |
| Generalmajor                              | Gerhard Hüther | 23 november 1944  | januari 1945      |
| Oberst                                    | Utz            | januari 1945      | april 1945        |

Oberst Löhr wird uit zijn functie ontheven wegens terugtrekken van zijn divisie zonder permissie. Generalmajor Bruhn werd gevangengenomen door Franse troepen.

## Samenstelling
Juli 1944
- Grenadier-Regiment 1119
- Grenadier-Regiment 1120
- Grenadier-Regiment 1121
- Artillerie-Regiment 1553
- Divisie-eenheden 1553, deels ook 553

November 1944
- Grenadier-Regiment 1119
- Grenadier-Regiment 1120
- Artillerie-Regiment 1553
- Divisie-eenheden 1553